# Bopindolol
Le bopindolol est un bêta-bloquant. C'est une prodrogue, son métabolite actif étant le 4-(3-t-butylamino-2-hydroxypropoxy)-2-méthylindole. C'est également un antagoniste du récepteur de la sérotonine 5-HT1A, il a fait l'objet de recherches en tant qu'inhibiteurs sélectifs de la recapture de la sérotonine pour traiter la dépression.
Il n'est pas commercialisé en France.

## Voir également
- Pindolol